# St. Johannes der Täufer (Kaufering)

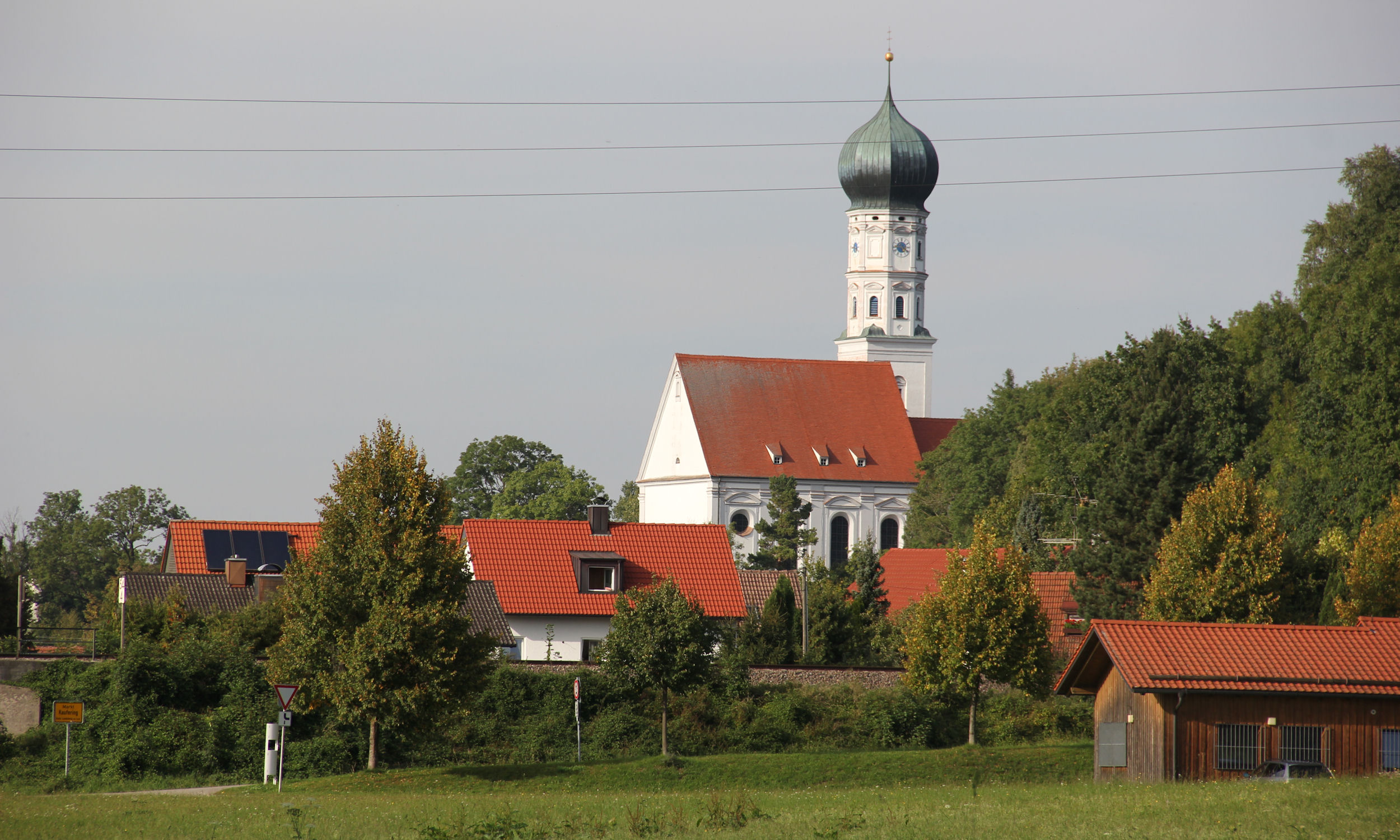
St. Johannes der Täufer in Kaufering

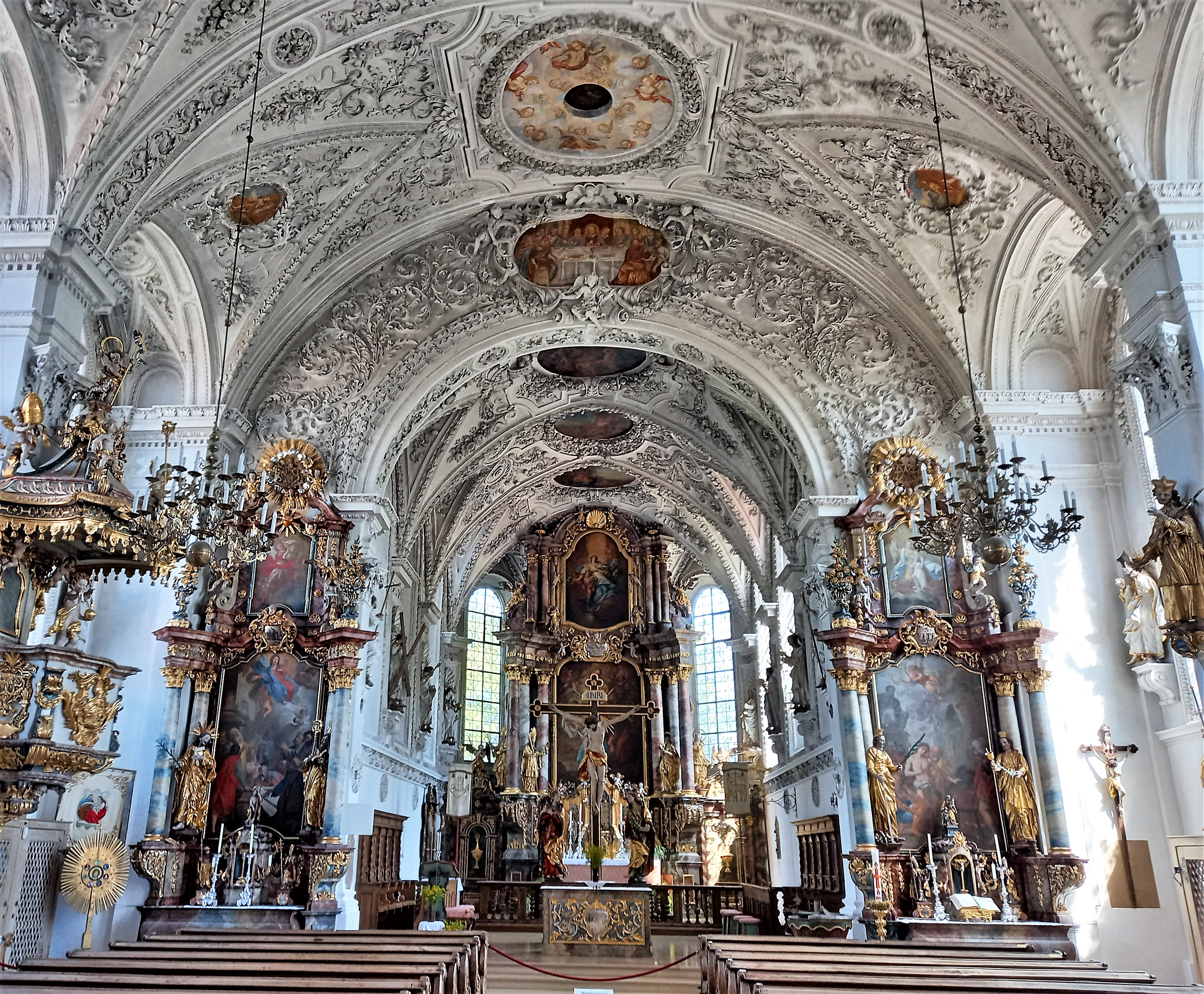
Innenansicht

Die römisch-katholische Pfarrkirche St. Johannes der Täufer steht in Kaufering, einer Gemeinde im oberbayerischen Landkreis Landsberg am Lech. Das Bauwerk ist in der Liste der Baudenkmäler in Kaufering als Baudenkmal unter der Nr. D-1-81-128-1 eingetragen. Die Kirche gehört zum Dekanat Landsberg im Bistum Augsburg.

## Beschreibung
Das ursprünglich spätgotische Bauwerk wurde unter Beibehaltung des Chors und des Kirchturms von 1699 bis 1702 durch das Kloster Dießen als barocke Wandpfeilerkirche neu errichtet. An das Langhaus schließt sich im Osten der eingezogene, dreiseitig geschlossene Chor an. Der Chorflankenturm auf quadratischem Grundriss steht an der Nordwand und die Sakristei an der Südwand des Chors. Die achteckigen Obergeschosse des mit einer Zwiebelhaube bedeckten Turms enthalten die Turmuhr und den Glockenstuhl. 
Der Stuck im Innenraum wurde von Johann Schmuzer oder Joseph Schmuzer eingebracht. Die Gemälde der Taufe Jesu und Mariä Aufnahme in den Himmel im Retabel des Hochaltars schuf Johann Georg Bergmüller. Die Skulpturen der Seitenaltäre stammen überwiegend von Lorenz Luidl oder Johann Luidl.

## Orgel

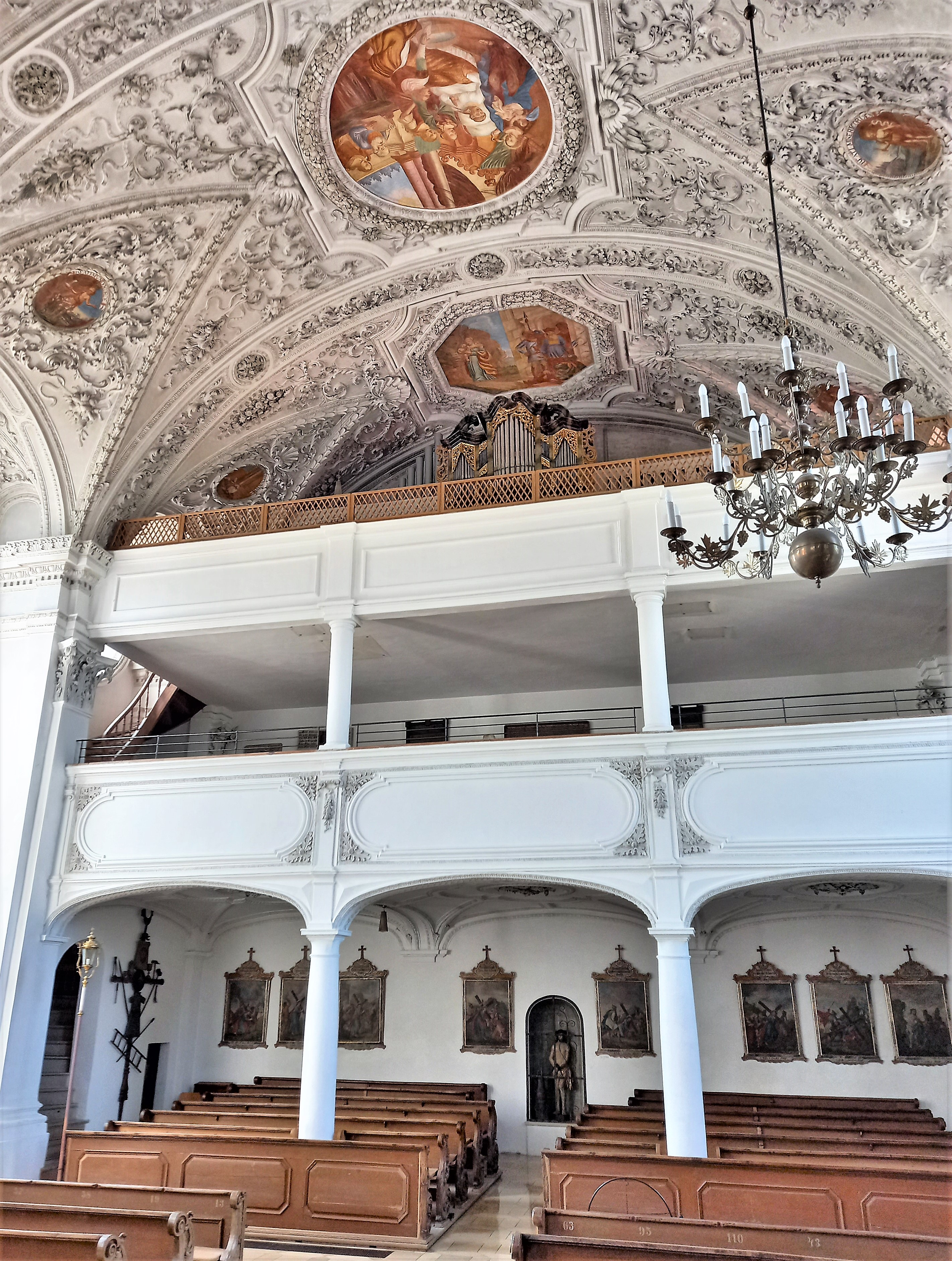
Die Bittner-Orgel

Die Orgel wurde 1935 von Bittner, Eichstätt, in den Prospekt eines Vorgängerinstruments aus dem Jahr 1750 eingebaut. Sie hat pneumatische Trakturen und 22 Register auf zwei Manualen und Pedal. Die Disposition lautet:
| I Manual C–g3 |       |
| Principal     | 8′    |
| Rohrgedackt   | 8′    |
| Dulciana      | 8′    |
| Octav         | 4′    |
| Gemshorn      | 4′    |
| Mixtur IV–V   | 2 ⁄3′ |
| Krummhorn     | 8′    |

| II Manual C–g3       |       |
| Quintade             | 16′   |
| Flötenprincipal      | 8′    |
| Spitzgamba           | 8′    |
| Salizet              | 4′    |
| Querflöte            | 4′    |
| Nachthorn            | 2′    |
| Sesquialtera II      | 2 ⁄3′ |
| Scharf II            |       |
| Trompette harmonique | 8′    |

| Pedal C–f1 |     |
| Kontrabaß  | 16′ |
| Subbaß     | 16′ |
| Quintade   | 16′ |
| Violon     | 16′ |
| Querflöte  | 8′  |
| Posaune    | 16′ |

- Koppeln: II/I, I/P, II/P, Superoktavkoppel II/I
- Spielhilfen: 2 freie Kombinationen, Pianopedal, Zungenabsteller, Crescendo
- Bemerkungen: Kegelladen, pneumatische Spiel- und Registertraktur